# Diachrysia nadeja
Diachrysia nadeja is een vlinder uit de familie uilen (Noctuidae). De wetenschappelijke naam is voor het eerst geldig gepubliceerd in 1880 door Oberthur.
De soort komt voor in Europa.